# NGC 5032B
NGC 5032B is een balkspiraalstelsel in het sterrenbeeld Hoofdhaar. Het hemelobject werd op 11 april 1785 ontdekt door de Duits-Britse astronoom William Herschel.

## Synoniemen
- NGC 5032B
- MCG 5-31-159
- ZWG 160.165
- KCPG 366A
- PGC 45940